# Liste von Persönlichkeiten der Stadt Markneukirchen
Die Liste von Persönlichkeiten der Stadt Markneukirchen enthält Personen, die in der Geschichte der sächsischen Stadt Markneukirchen im Vogtlandkreis eine nachhaltige Rolle gespielt haben. Es handelt sich dabei um Persönlichkeiten, die Ehrenbürger oder dort geboren oder gestorben sind oder in Markneukirchen oder den heutigen Ortsteilen gewirkt haben.
Für die Persönlichkeiten aus den nach Markneukirchen eingemeindeten Ortschaften siehe auch die entsprechenden Ortsartikel.

## Ehrenbürger
- 1. April 1895: Otto von Bismarck (1815–1898), Reichskanzler
- 20. April 1932: Adolf Hitler (1889–1945), Reichskanzler[1]
- 2008: Karl-Heinrich Hoyer (1941–2021), 1990 bis 2008 Bürgermeister

## Söhne und Töchter der Stadt
Die folgenden Personen sind in Markneukirchen oder den heutigen Ortsteilen der Stadt geboren. Ob sie ihren späteren Wirkungskreis in Markneukirchen hatten oder nicht, ist dabei unerheblich.

### Persönlichkeiten der Frühen Neuzeit
- Jacob Weller (1602–1664), Oberhofprediger am Hof des Kurfürsten von Sachsen in Dresden

### Persönlichkeiten des 19. Jahrhunderts

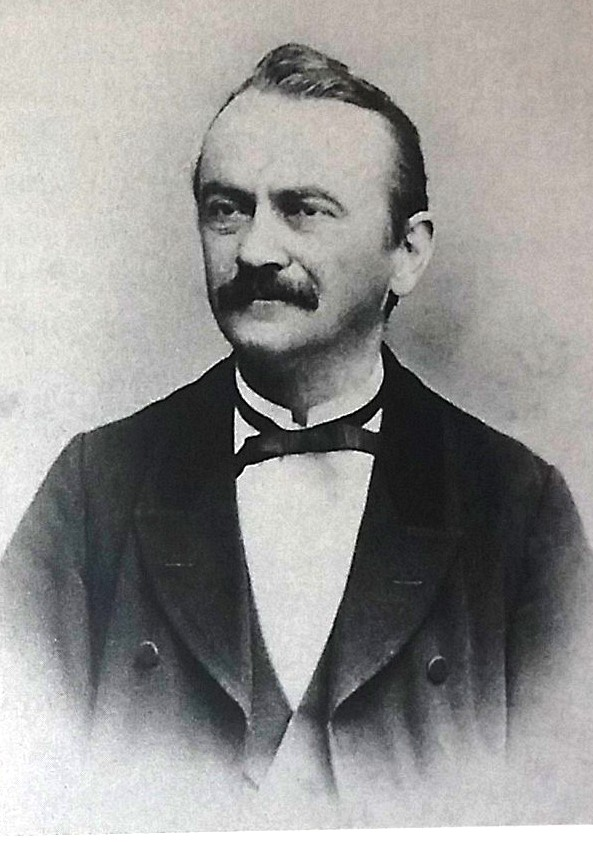
Oskar Friedrich (um 1900)

- Alexander Christian Karl von Beulwitz (1783–1854), Unternehmer und königlich-preußischer Oberforstmeister, geboren in Erlbach
- Christian Friedrich Martin (1796–1873), Gitarrenbauer, Gründer der US-Firma Martin Guitar
- Oskar Friedrich (1832–1915), deutscher Pädagoge und Autor
- Edmund Paulus (1837–1910), Politiker, Musikinstrumentenbauer und -fabrikant
- Rudolf Schuster (1848–1902), Maler, nach ihm wurde eine Straße benannt
- Hermann Richard Pfretzschner (1857–1921), Bogenbauer
- Hermann Heberlein (1859–unbekannt), Cellist, Komponist und Musikpädagoge
- Paul Meinel (1865–1928), Geigenbauer

### Persönlichkeiten des 20. Jahrhunderts

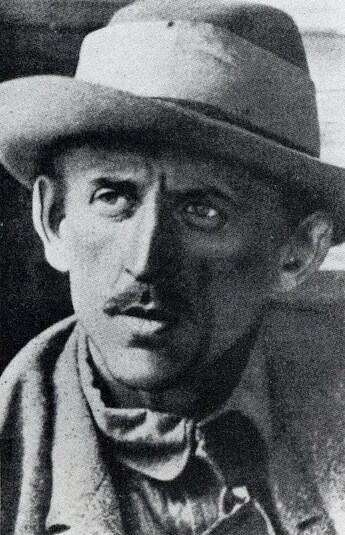
Oscar Schuster (um 1910)

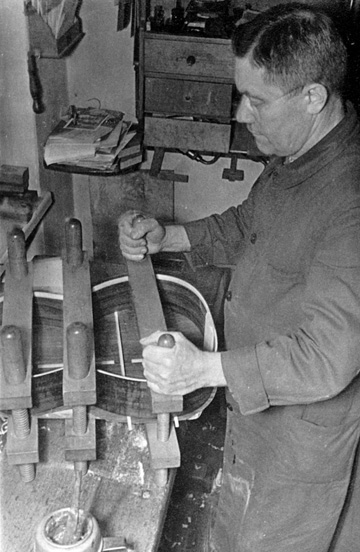
Richard Jacob (um 1935)

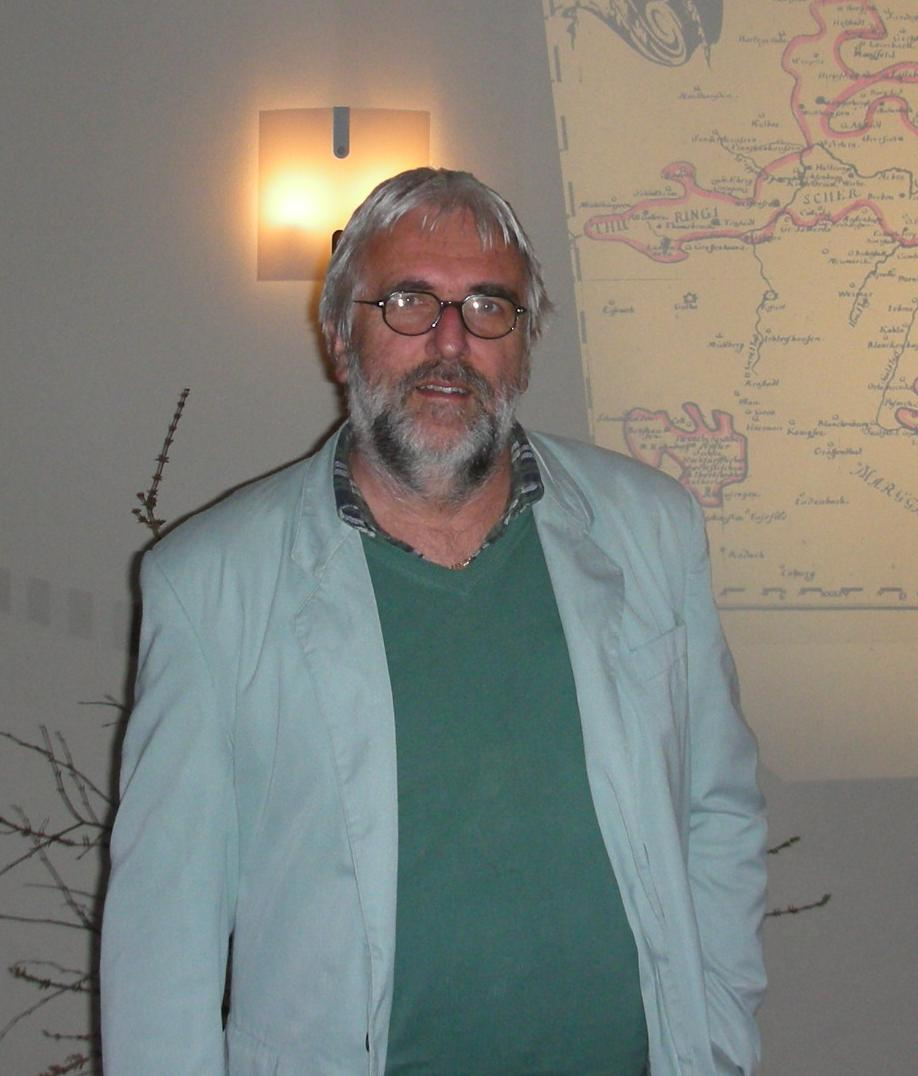
Werner Pöllmann, 2012

- August Meinel (1868–1961), Geigenbauer
- Oscar Schuster (1873–1917), Arzt, Schriftsteller, Pionier des sächsischen Bergsteigens
- Richard Jacob (1877–1960), einer der bedeutendsten deutschen Gitarrenbauer des 20. Jahrhunderts
- Friedrich Weller (1889–1980), Philologe und Indologe
- Friedrich Glier (1891–1953), Lehrer, Organist, Komponist und Sammler vogtländischer Melodien
- Walter Hoyer (1893–nach 1952), Literaturtheoretiker, Übersetzer und Autor. Der Oberstudiendirektor war Leiter der Reichsschule des Deutschen Buchhandels und später Büchereidirektor in Leipzig.
- Erich Wild (1895–1964), Heimatforscher, nach ihm wurde eine Straße benannt
- Hans Herbert Grimm (1896–1950), Lehrer und Autor
- Martin Jordan (1897–1945), NSDAP-Reichstagsabgeordneter
- Theo Hums (1909–1950), Kommunalpolitiker (NSDAP) und SA-Funktionär
- Ernst Ihbe (1913–1992), Radrennfahrer, wurde 1936 Olympiasieger mit dem Tandem
- Herbert Jordan (1919–1991), Internist und Balneologe
- Helmar Meinel (* 1928), Journalist und Satiriker, geboren in Wernitzgrün
- Gotthard Graubner (1930–2013), Maler, Professor für Malerei an der Kunsthochschule Hamburg und der Kunstakademie Düsseldorf, Mitglied der Deutschen Akademie der Künste, geboren in Erlbach
- Gottfried Stöhr (1932–2016), Porzellangestalter
- Wilfried Möckel (1932–2020), Zahnmediziner und Generalarzt
- Wolfgang Uebel (1932–2021), Geigenbaumeister, geboren in Wohlhausen
- Roland Zimmer (1933–1993), Musikpädagoge und Professor für Gitarre an der Hochschule für Musik „Franz Liszt“ in Weimar
- Erhard Fietz (1934–2007), Musiker, Komponist und Pädagoge
- Ursula Kulscher (* 1936), Fotografin sowie Politikerin (CDU) und ehemaliges Mitglied des Sächsischen Landtages, geboren in Wohlhausen
- Rudolf Böhm (* 1941), Bildhauer und Kunstschmied
- Hans-Ulrich Mönnig (* 1943), Bauingenieur und Hochschullehrer
- Claus Kreul (1944–2024), Fußballspieler in der DDR-Oberliga für den FC Karl-Marx-Stadt und Wismut Aue, später Trainer bei verschiedenen DDR-Oberligamannschaften, geboren in Erlbach
- Kurt Grahl (1947–2025), Kirchenmusiker und Komponist
- Berndt Mueller (* 1950), theoretischer Physiker, der sich mit theoretischer Kernphysik beschäftigt
- Werner Pöllmann (* 1953), deutscher Pädagoge und Heimatforscher
- Frieder Weinhold (* 1953), methodistischer Pastor
- Otto A. Thoß (* 1989), deutscher Theaterpädagoge, Dramaturg, Theaterregisseur, Buchautor und ehemaliger Leiter des Jungen Staatstheaters Karlsruhe sowie der Abteilung Junges DNT des Nationaltheaters Weimar

## Persönlichkeiten, die in der Stadt oder den Ortsteilen gestorben sind
- Paul Otto Apian-Bennewitz (1847–1892), Organist und Lehrer an der Fachschule für Instrumentenbauer in Markneukirchen, gründete das Musikinstrumenten-Museum Markneukirchen
- Rudolf Herold (1893–1982), Musiklehrer und Komponist (165 Werke), starb in Erlbach

## Persönlichkeiten, die mit der Stadt in Verbindung stehen

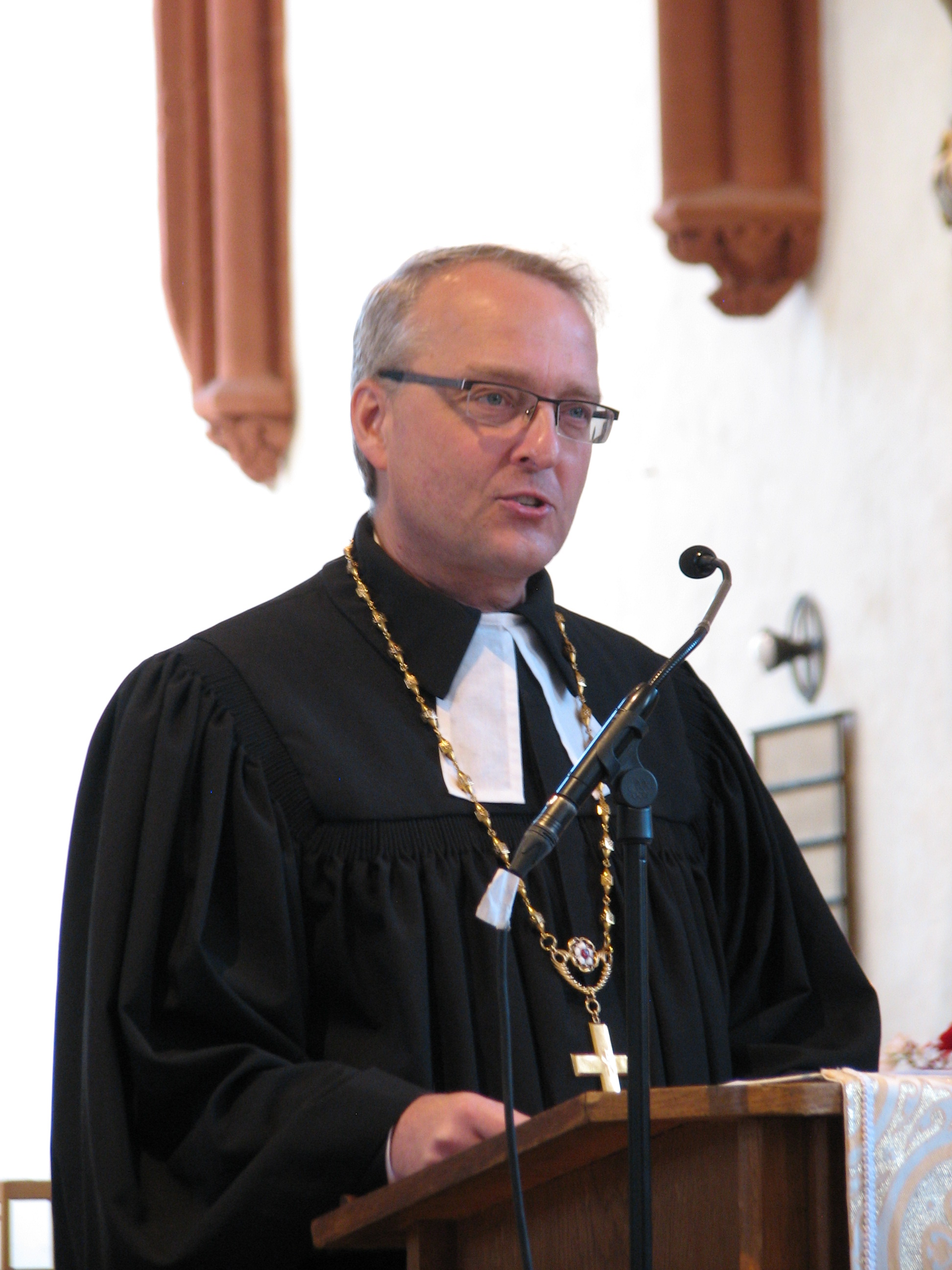
Carsten Rentzing (2017)

- Julius Mosen (1803–1867), Dichter und Schriftsteller, Texter des Andreas-Hofer-Liedes, nach ihm wurde eine Straße benannt, markant auch das Mosenhaus
- Max B. Martin (1875–1938), Unternehmer Deutsche Signal-Instrumentenfabrik
- Franz Matuska (1880–1971), ungarischer Bildhauer, lebte drei Jahrzehnte in Markneukirchen, schuf das 1970 aufgestellte Geigenmacherdenkmal
- Friedrich Arthur Uebel (1888–1963), Holzblasinstrumentenbauer. Als F. Arthur Uebel gründete er in Markneukirchen seine eigene Werkstatt, nachdem er zuvor in Berlin bei Oskar Oehler Klarinettenbau erlernte, und mit diesem bis zu dessen Tod 1936 eng zusammenarbeitete.
- Friedrich Glier (1891–1953), Lehrer, Organist, Komponist und Sammler heimatlicher Melodien, nach ihm wurde eine Straße benannt
- Richard Seuß (1897–1963), Berufs- und Gewerbeschullehrer sowie Komponist, später Korvettenkapitän
- Peter Harlan (1898–1966), Musiker, Musikinstrumentenbauer und -fabrikant
- Carsten Rentzing (* 1967), 2010–2015 Pfarrer in Markneukirchen, von 2015 bis 2019 Landesbischof der Evangelischen Landeskirche Sachsen